# Philipota kanpurensis
Philipota kanpurensis är en tvåvingeart som beskrevs av Kapoor, Grewal och Sharma 1991. Philipota kanpurensis ingår i släktet Philipota och familjen bromsar.
Artens utbredningsområde är Uttar Pradesh (Indien). Inga underarter finns listade i Catalogue of Life.